# Paraleptomenes humbertianus
Paraleptomenes humbertianus är en stekelart som först beskrevs av Henri Saussure 1867.  Paraleptomenes humbertianus ingår i släktet Paraleptomenes och familjen Eumenidae. Inga underarter finns listade i Catalogue of Life.